# Viktor Wikman
Viktor Emanuel Wikman, född 3 mars 1897 i Films församling, Uppsala län, död 27 november 1984 i Films församling, Uppsala län, var en svensk nyckelharpist, kompositör och metallarbetare.

## Biografi
Wikman föddes 1905 i Films församling. Redan som barn lärde sig Wikman att spela nyckelharpa (kontrabasharpa). Han ägde en kontrabasharpa som var tillverkad av Justus Gille. Tillsammans med Gille medverkade han på vagnhusfester i Österbybruk. Wikman spelade även dragspel och munspel.

## Diskografi
- 1975 – Låtar på nyckelharpa från Österbybruk (YTF-50100).[5]